# Обилич (город)
Обилич или Кастриот (серб. Обилић, алб. Obiliq/Kastrioti) — город в Косове.
Входит в Косовский округ согласно административному делению Сербии.
Согласно административному делению Республики Косово входит входит в Приштинский округ.

## География
Муниципалитет Обилич расположен на северо-западе провинции Приштина, по дороге в Косовскую Митровицу. Муниципалитет был создан в 1989, до этого он входил в состав Приштинского муниципалитета.

## Административная принадлежность
| Сербская позиция                                           | Албанская позиция                            |
| ---------------------------------------------------------- | -------------------------------------------- |
| входит в Косовский округ автономного края Косово и Метохия | входит в Приштинский округ Республики Косово |

## История
Область покорялась туркам дважды: в конце XIV и в середине XV века. С 1913 года, после Первой Балканской войны, передана в состав Сербии. С 1918 года — в объединённом Югославском государстве. С 1999 года — под контролем НАТО.

## Название

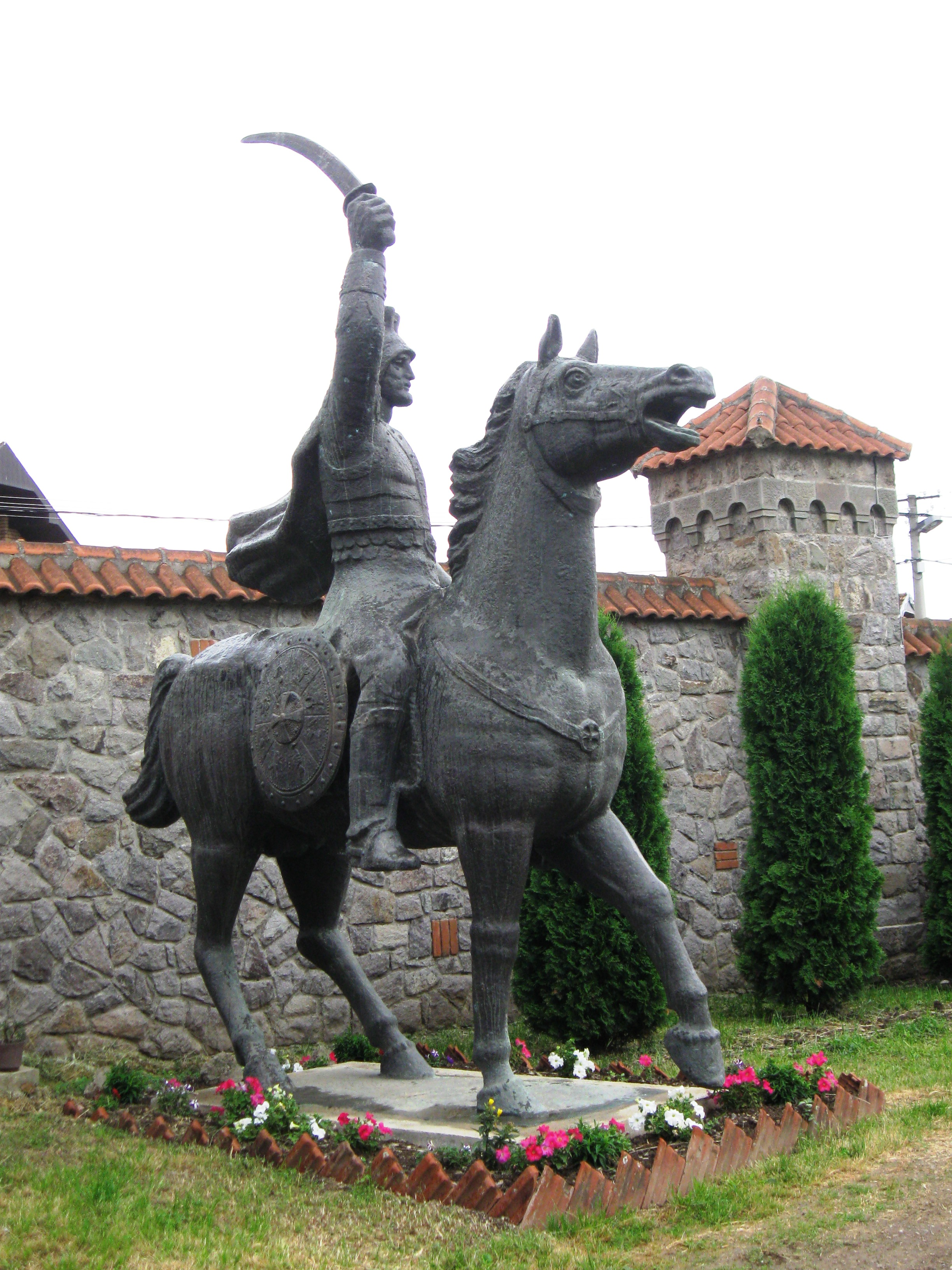
Памятник Милошу Обиличу

Город назван по фамилии известного героя Сербии — Милоша Обилича, который в битве на Косовом поле убил турецкого султана.

## Население
В 1991 муниципалитет имел население 31 627 чел., включая 66,31 % албанцев, 18,69 % сербов и черногорцев, 1,10 % прочих мусульман и др.

## Инфраструктура
Буроугольные тепловые электростанции близ города Обилич ТЭС «Косово Б» и ТЭС «Косово А».